# The Munsters' Scary Little Christmas
The Munsters' Scary Little Christmas is een Amerikaanse televisiefilm uit 1996 gebaseerd op de sitcom The Munsters. De film bevat alle bekende personages uit de serie, maar ze worden allemaal door andere acteurs gespeeld. De film werd geregisseerd door Ian Emes.
De film speelt zich af rond Kerstmis, wat door fans van de serie met gemengde reacties werd ontvangen.

## Verhaal
Kerstmis staat voor de deur, maar voor de familie Munster breken nog een hoop problemen aan. Eddie Munster heeft heimwee naar Transsylvanië. Bovendien dreigt hij zijn geloof in de Kerstman te verliezen. Lily Munster besluit enkele familieleden uit Transsylvanië uit te nodigen voor de feestdagen om Eddie van zijn heimwee af te helpen. Tevens gaat ze met de buren een huisdecoratiewedstrijd aan.
Opa Munster brengt met een van zijn experimenten de Kerstman en twee van zijn helpers naar het huis van de Munsters, maar kan ze niet meer terugsturen. Hij roept de hulp van Herman in om de boel recht te zetten.

## Rolverdeling
| Acteur         | Personage      |
| -------------- | -------------- |
| Sam McMurray   | Herman Munster |
| Ann Magnuson   | Lily Munster   |
| Sany Baron     | Opa            |
| Bug Hall       | Eddie Munster  |
| Elaine Hendrix | Marilyn        |
| Mary Woronov   | Edna Dimwitty  |
| Mark Mitchell  | Kerstman       |
| Ed Gale        | Larry          |
| Arturo Gil     | Lefty          |

## Prijzen/nominaties
In 1997 werd “The Munsters' Scary Little Christmas” genomineerd voor de YoungStar Award in de categorie “Best Performance by a Young Actor in a Made For TV Movie” (Bug Hall).